# عباس أباد (خومة)
عباس أباد (بالفارسية: عباس‌آباد) هي قرية تقع في إيران في قسم خومة الریفي. يقدر عدد سكانها بـ 133 نسمة .